# Atencioite
L'atencioite è un minerale.